# Барвінківська міська рада
Барві́нківська міська́ ра́да — адміністративно-територіальна одиниця та орган місцевого самоврядування в Ізюмському районі Харківської області. Адміністративний центр — місто Барвінкове.

## Загальні відомості
- Барвінківська міська рада утворена в 1938 році.
- Територія ради: 22,11 км²
- Населення ради: 12 798 осіб (станом на 2001 рік)
- Територією ради протікає річка Сухий Торець.

## Населені пункти
Міській раді підпорядковані населені пункти:
- м. Барвінкове

## Склад ради
Рада складається з 36 депутатів та голови.
- Голова ради: Бало Олександр Олексійович
- Секретар ради: Блудова Галина Володимирівна

### Керівний склад попередніх скликань
| Прізвище, ім'я, по батькові   | Основні відомості                                               | Дата обрання | Дата звільнення |
| ----------------------------- | --------------------------------------------------------------- | ------------ | --------------- |
| Топал Олександр Володимирович | Міський голова, 1959 року народження, безпартійний              | 26.03.2006   | 31.10.2010      |
| Магда Віктор Григорович       | Міський голова, 1946 року народження, освіта вища, безпартійний | 31.10.2010   | 01.01.2014      |
| Бало Олександр Олексійович    | Міський голова, 1964 року народження, освіта вища, безпартійний | 25.05.2014   |                 |

Примітка: таблиця складена за даними сайту Верховної Ради України

### Депутати
За результатами місцевих виборів 2015 року депутатами ради стали:

#### За суб'єктами висування
| Суб'єкт висування                                       | Кількість обраних депутатів | %     |
| ------------------------------------------------------- | --------------------------- | ----- |
| Волонтерська партія України                             | 7                           | 26,92 |
| Блок Петра Порошенка "Солідарність"                     | 5                           | 19,23 |
| Політична партія "Нова держава"                         | 4                           | 15,38 |
| Політична партія Всеукраїнське об'єднання «Батьківщина» | 3                           | 11,54 |
| Політична партія "Наш край"                             | 2                           | 7,69  |
| Партія "Відродження"                                    | 2                           | 7,69  |
| Радикальна партія Олега Ляшка                           | 1                           | 3,85  |

#### За округами
| № округу                                                | Прізвище, ім'я, по батькові       | Дата визнання обраним | Освіта             | Партійна приналежність                        | Відомості про обраного депутата                                                                     |
| ------------------------------------------------------- | --------------------------------- | --------------------- | ------------------ | --------------------------------------------- | --------------------------------------------------------------------------------------------------- |
| Комуністична партія України                             |                                   |                       |                    |                                               | |
| б/м                                                     | Табачник Тамара Миколаївна        | 05.11.2010            | вища               | член Комуністичної партії України             | пенсіонер                                                                                           |
| б/м                                                     | Прихода Микола Костянтинович      | 05.11.2010            | вища               | член Комуністичної партії України             | Філія №1 "Барвінкове" Харківського Державного авіаційного виробничого підприємства, начальник філії |
| б/м                                                     | Сороколат Леонід Іванович         | 05.11.2010            | вища               | позапартійний                                 | пенсіонер                                                                                           |
| б/м                                                     | Водолазька Наталія Григорівна     | 05.11.2010            | середня            | позапартійна                                  | Барвінківська ЦРЛ, молодша медична сестра поліклінічного відділення                                 |
| б/м                                                     | Ступак Костянтин Григорович       | 09.11.2010            | вища               | позапартійний                                 | тимчасово не працює                                                                                 |
| 3                                                       | Бєляков Павло Борисович           | 03.11.2010            | вища               | позапартійний                                 | Барвінківський аграрний ліцей, завідувач господарства                                               |
| 9                                                       | Тритяченко Анатолій Костянтинович | 03.11.2010            | середня            | член Комуністичної партії України             | пенсіонер                                                                                           |
| 10                                                      | Іванюк Наталія Василівна          | 03.11.2010            | вища               | позапартійна                                  | ПП Іванюк, підприємець                                                                              |
| 12                                                      | Коваленко Катерина Федорівна      | 03.11.2010            | вища               | позапартійна                                  | пенсіонер                                                                                           |
| 13                                                      | Пальчун Валентина Михайлівна      | 03.11.2010            | середня            | позапартійна                                  | тимчасово не працює                                                                                 |
| 17                                                      | Рой Анатолій Миколайович          | 03.11.2010            | вища               | член Комуністичної партії України             | Барвінківський райком профспілки працівників АПК, голова профкому працівників АПК                   |
| Народна Партія                                          |                                   |                       |                    |                                               | |
| 4                                                       | Гаркуша Наталія Василівна         | 03.11.2010            | вища               | член Народної партії                          | Барвінківська гімназія №1, вчитель                                                                  |
| Партія регіонів                                         |                                   |                       |                    |                                               | |
| б/м                                                     | Сидорченко Олександр Петрович     | 05.11.2010            | вища               | член Партії регіонів                          | Філія "Агросервіс" ДП АФ "Шахтар", начальник цеха                                                   |
| б/м                                                     | Блудова Галина Володимирівна      | 05.11.2010            | вища               | позапартійна                                  | Управління праці та соціального захисту населення, начальник                                        |
| б/м                                                     | Москаленко Андрій Леонідович      | 05.11.2010            | вища               | член Партії регіонів                          | ПХО "Барвінківський ринок", директор                                                                |
| б/м                                                     | Румянцев Ігор Дмитрович           | 05.11.2010            | вища               | позапартійний                                 | Барвінківська аптека №82, завідувач                                                                 |
| б/м                                                     | Ластовець Галина Семенівна        | 05.11.2010            | вища               | член Партії регіонів                          | Барвінківський районний будинок культури, завідувач відділу                                         |
| б/м                                                     | Баляса Віталій Олександрович      | 05.11.2010            | вища               | член Партії регіонів                          | Районна державна адміністрація, начальник юридичного відділу                                        |
| б/м                                                     | Могильний Олег Олексійович        | 05.11.2010            | вища               | член Партії регіонів                          | Приватне підприємство "Агроінвест", начальник відділу маркетингу                                    |
| б/м                                                     | Рева Тетяна Миколаївна            | 05.11.2010            | вища               | член Партії регіонів                          | ЦОС №3 центру поштового зв’язку начальник, начальник                                                |
| б/м                                                     | Глинський Микола Сергійович       | 05.11.2010            | вища               | член Партії регіонів                          | КП "Благоустрій", директор                                                                          |
| 1                                                       | Маслюк Світлана Олександрівна     | 03.11.2010            | середня спеціальна | член Партії регіонів                          | Барвінківська ЦРЛ, старша медсестра                                                                 |
| 2                                                       | Галушка Любов Михайлівна          | 03.11.2010            | середня спеціальна | член Партії регіонів                          | Філія ХОКП "ДРІТ", оператор                                                                         |
| 5                                                       | Ярошенко Галина Семенівна         | 03.11.2010            | вища               | член Партії регіонів                          | Барвінківськаміська рада, секретар                                                                  |
| 6                                                       | Чухно Сергій Іванович             | 03.11.2010            | вища               | член Партії регіонів                          | Районна спілка інвалідів, голова                                                                    |
| 7                                                       | Магда Олександр Миколайович       | 03.11.2010            | вища               | член Партії регіонів                          | Барвінківський краєзнавчий музей, науковий співробітник                                             |
| 8                                                       | Пащенко Ніна Іванівна             | 03.11.2010            | вища               | член Партії регіонів                          | ПП "Пащенко", приватний підприємець                                                                 |
| 11                                                      | Макаровська Любов Володимирівна   | 03.11.2010            | вища               | позапартійна                                  | Барвінківське районне управління праці та соціального захисту населення, начальник відділу          |
| 15                                                      | Донченко Світлана Юріївна         | 03.11.2010            | вища               | позапартійна                                  | Барвінківська загальноосвітня школа №4, вчитель                                                     |
| 16                                                      | Гаркуша Тетяна Василівна          | 03.11.2010            | вища               | позапартійна                                  | Барвінківська загальноосвітня школа №3, директор                                                    |
| 18                                                      | Шульга Ірина Миколаївна           | 03.11.2010            | вища               | позапартійна                                  | Григорівська загальноосвітня школа, директор                                                        |
| Політична партія Всеукраїнське об’єднання "Батьківщина" |                                   |                       |                    |                                               | |
| б/м                                                     | Дерев’янко Тамара Олександрівна   | 05.11.2010            | вища               | член Всеукраїнського об’єднання "Батьківщина" | приватний підприємець                                                                               |
| б/м                                                     | Костюченко Світлана Михайлівна    | 05.11.2010            | середня            | член Всеукраїнського об’єднання "Батьківщина" | Барвінківська ЦРЛ, реєстратор                                                                       |
| Соціалістична партія України                            |                                   |                       |                    |                                               | |
| б/м                                                     | Борзенко Людмила Миколаївна       | 05.11.2010            | вища               | член Соціалістичної партії України            | Агрофірма "Подолівська", кухар                                                                      |
| б/м                                                     | Гуцуляк Галина Макарівна          | 05.11.2010            | середня            | член Соціалістичної партії України            | Філія ХОКП "Дирекція РІТ" Барвінківське ПКГ, оператор газових котелень                              |
| 14                                                      | Долінська Лідія Володимирівна     | 03.11.2010            | вища               | член Соціалістичної партії України            | Філія ХОКП "Диреккція РІТ"Барвінківське ПКГ, диспетчер                                              |